# Regiam Majestatem
Il Regiam Majestatem è l'opera più antica sopravvissuta che fornisca un compendio completo del diritto della Scozia.
Il nome del documento è derivato dalle sue due prime parole. Si compone di quattro libri, trattando le azioni civili (1) e giurisdizioni, (2) sentenze e le esecuzioni, (3) contratti e (4) crimini.
Risalente all'inizio del secolo XIV, il Regiam Majestatem venne scritto forse durante il Regno di Robert I Bruce (1306-1329) ma non prima del 1318.
È in gran parte basato sul Tractatus de legibus et consuetudinibus regni Angliae ("Trattato sulle leggi e costumi del Regno d'Inghilterra") del 1188 di Rainulfo di Glanville, incorpora caratteristiche del tredicesimo secolo, diritto canonico, la Summa in titulos decretalium di Goffredo da Trani e leggi dei Bretoni e Scozzesi, "scottico-celtiche". Circa due terzi di esso è stato adattato senza cambiamenti da capitoli del Tractatus, e alcune parti rimanenti sono diverse dal Tractatus ma molto simili ad esso. Il resto del Regiam Majestatem non è correlato al Tractatus, riguarda soprattutto la materia dei crimini.
La base documentale del diritto scozzese era stata in gran parte distrutta dalle confische di Edoardo I d'Inghilterra nel XIII secolo e da due devastanti invasioni degli inglesi guidate da Edoardo I e Edoardo III nei secoli XIII e XIV.
Quando il Regiam Majestatem fu scoperto nel XV secolo dopo che la fonte del diritto della Scozia era stata distrutta, venne adottato immediatamente come un'autorevole fonte del diritto, sopravvivendo come tale in epoca moderna.
Sir John Skene aveva compilato e modificato le versioni del documento a proprie spese, e questo è stato pubblicato dal Parlamento di Scozia nel 1609. La versione di Skene non è completamente in linea con il documento originale, ma considerata come la versione standard. I riferimenti giuridici successivi del documento si riferiscono alla pubblicazione del 1609.

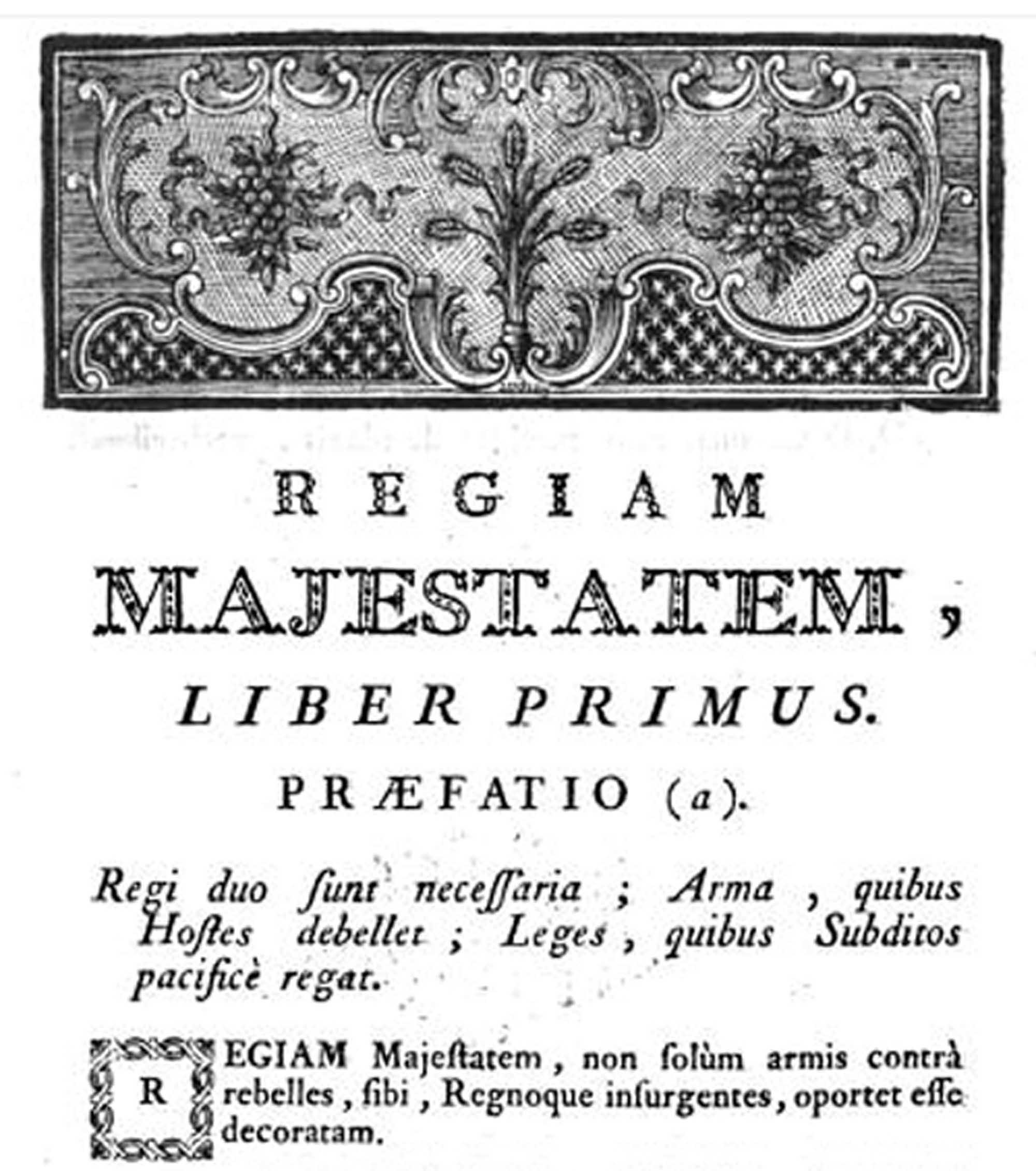
L'inizio della prefazione del Regiam Majestatem, da cui il documento prende il suo nome.

## Evoluzione
Il Regiam Majestatem scozzese fu scritto forse durante il Regno di Robert I Bruce (1306-1329) ma non prima del 1318, in quanto esso include uno statuto scozzese scritto in quell'anno. I dettagli di come questo è stato compilato sono sconosciuti, come l'identità dell'autore.

### Contesto storico
Negli eventi portarono alla sua invasione della Scozia, Edoardo I d'Inghilterra (regnò 1272 – 1307) costrinse la Scozia al ruolo di suo feudo, ben oltre il ruolo guida e consultivo che gli scozzesi avevano chiesto di giocare. Durante questo periodo ha firmato un writ (breve) nel 1291 dove richiedeva l'insieme di tutti i documenti che potevano avallare le proprie richieste di superiorità rispetto alla Scozia o le pretese degli altri.
 Il "writ" è stato eseguito, e tra questo e le depredazioni durante l'invasione di Edoardo I della Scozia nel 1296, virtualmente ogni importante documento legale scozzese era perduto per sempre.
Gli scozzesi mantennero con successo la loro libertà nella Prima Guerra d'indipendenza scozzese, che si è conclusa de facto con la Battaglia di Bannockburn nel 1314, ponendo la fine de jure nel 1328 con il Trattato di Edimburgo-Northampton. L'efficacia di governo necessitava di una base giuridica e della relativa documentazione, e gli scozzesi sono stati costretti a ricostruire rapidamente i loro fondamenti del diritto.

### Origine
L'origine dei contenuti del Regiam Majestatem derivano in gran parte dal Tractatus de legibus et consuetudinibus regni Angliae. Circa due terzi di esso è stato adattato senza cambiamenti da capitoli del Tractatus, e alcune parti rimanenti sono diverse dal Tractatus ma molto simili ad esso. Questa ultima parte comprende la quasi totalità del quarto libro, che riguarda il diritto sui crimini. Circa le parti che non trovano origine dal Tractatus, le loro origini possono essere trovate nel diritto canonico, nella Summa in Titulos Decretalium di Goffredus de Trano, nelle Leggi dei Britanni e degli Scoti, e negli antichi statuti scozzesi.
Il Tractatus era un lavoro originariamente inteso a favorire l'attuazione di un efficace sistema giudiziario in Inghilterra, e aveva dimostrato di essere un grande successo. Gli scozzesi erano certamente consapevoli di questo, e probabilmente è stato scelto rispetto ad altri codici perché ritenuto più adatto agli interessi scozzesi, fornendo una cornice legislativa che aveva già provato di servire allo scopo e un'altra per questioni affrontate in particolare dalla legge scozzese, ma in molti casi questioni che erano per lo più comuni alla legge scozzese e inglese. Dove era vicino a interessi scozzesi, ma non vicino abbastanza, è la probabile origine di quelle porzioni del Regiam Majestatem che appaiono solo simile al Tractatus. Tuttavia, la norma non era perfetta, e ci sono artefatti dal diritto inglese che non si adattano bene all'impostazione scozzese.

### Derivazione antica
- Il Tractatus di Glanvill – un "libro dell'autorità" nel Common law (diritto comune) inglese, ed è stato studiato e analizzato in dettaglio. C'è consenso sul fatto che la legge inglese in definitiva non si basa su precedenti codificazioni.[note 4] Thomas Edward Scrutton ha notato la mancanza di un'eredità dovuta al diritto romano (i.e., il Corpus iuris civilis) nel Tractatus,[6] affermando che alcuni termini sono stati presi in prestito esclusivamente per essere inseriti nel libro trattando dei contratti (Tractatus, libro X), ma che i termini sono stati applicati ai concetti inglesi. Sir Frederick Pollock e Frederic William Maitland, nel loro History of English Law Before the Time of Edward I (storia della legge inglese prima del regno di Edoardo I), descrivono i contratti del Tractatus di Glanvill come "puramente germanici" e affermano che la "legge di sicuro non è da influenza romana".[7]
- Diritto Canonico
- Summa in Titulos Decretalium di Goffredo da Trani
- Leggi dei Britanni e degli Scoti – – Libro IV del Regiam Majestatem, riguardante i crimini, incorpora capitoli da questo documento, preservando i nomi Celtici per le descrizioni delle persone, gruppi di parentela e sanzioni. I termini usati sono cro, galnes, ogetharii ('ogthern'), e kelchyn. Le sanzioni sono calibrate secondo la classe sociale della vittima, le ammende potrebbero essere pagate al Re o ai parenti della vittima a seconda delle circostanze, i pagamenti da effettuare sono dati in bestiame o orae.[8]
- antichi Statuti scozzesi
- Diritto romano

Quando il Regiam Majestatem fu scoperto nel XV secolo, fu rapidamente adottato come un'autorità del diritto, le commissioni del Parlamento autorizzate ad esaminarlo e ripararne i difetti (1425 c. 54, 1487 c. 115), ed esso è stato citato negli statuti dell'epoca. È rimasto una fonte autorevole del diritto esclusivo della Scozia in epoca moderna.
Nel 1607 il Parlamento di Scozia approvò un atto per la pubblicazione della compilazione di John Skene del Regiam Majestatem, finanziata dal governo, e la versione di Skene fu pubblicata nel 1609. Il lavoro è stato criticato per le sue molte incongruenze con il documento originale, per la sua mancanza di rigore accademico e, per altri, sciatteria. Tuttavia, il lavoro è stato prezioso e meritorio, e riscoperto la comprensione dell'antica legge scozzese. È la versione di Skene che divenne lo standard legale da quel momento in avanti.

## Contenuti
Il Regiam Majestatem deriva il suo nome dalle prime due parole del suo primo capitolo, che serve come il Præfacio (Prefazione). Comincia:
"Regiam Majestatem, non solum armis contra rebelles, sibi, Regnoque insurgentes, opportet esse decoratum."
| Lib. | Caput     | Contenuti |
| ---- | --------- | --- |
| I    | I – XXXI  | Azioni civili e giurisdizioni — compresa la discussione di "breve di diritto" brieve of right (vale a dire, il "writ" della legislazione utilizzato per la composizione delle controversie di proprietà), il requisito di un verdetto unanime di 12 uomini in controversie tra accusatore (cioè, l'attore) e difensore, regolamenti garanti delle vendite di terra e di beni mobili e patti (cioè, accordi) reali e personali, redditizi e non redditizi. |
| II   | I – LXXIV | De Judiciis — Sentenze ed esecuzioni — tra cui discussioni del ruolo degli arbitri, servitù e manomissione, terzo (cioè, la quota della vedova della successione di un immobile) ed ereditarietà. |
| III  | I – XXXVI | De Debitis Laicorum — Contratti — tra cui debiti, acquisti, vendite e costituzione in pegno. |
| IV   | I – XL    | De Placitis Criminalibus — Crimini — tra cui lesa maestà (cioè, uccidere il re), sedizione e reati. |

È dato anche un elenco di "assythments" (cioè valutazioni realizzate a seguito di sentenze), ma Skene ha ritenuto che queste non fossero autentiche.

### Versioni
| Anno | Descrizione |
| ---- | --- |
| 1609 | Pubblicazione di Sir John Skene, sia in Latino che Scozzese. C'erano ristampe folio nel 1613 e nel 1681, e ristampa in scozzese nel 1774. È lo standard del diritto successivo, ma non è ovunque in accordo con il documento originale. |
| 1776 | Pubblicazione di David Hoüard, in Latino con annotazioni in Francese, e basata su quella di Skene. |
| 1844 | Stampa di Thomas Thomson in (Atti del Parlamento scozzese) Acts of the Parliaments of Scotland, I, 597 – 641. |
| 1947 | Stampa e traduzione di Lord Cooper, basata su quella di Skene. |

## Argomenti correlati

### Leggi dei Burgh
Due delle Laws of the Burghs (Leggi dei Borghi) citano il Regiam Majestatem come la loro fonte originaria. Sono:
- Quibus modis de servitute ad libertatem pervenitur (il modo in cui un uomo può diventare libero dalla servitù della gleba) – vivendo tranquillamente per un anno e un giorno in una città privilegiata (i.e., un Royal burgh), senza essere contestata dal suo maestro né essere riconosciuto come servitore del suo padrone.[19]
- De heredibus burgensium (gli eredi dei burgesses - uomini liberi) – l'erede di un burgess diventa maggiorenne quando egli può contare argento (denaro), misurare la stoffa o fare gli altri affari o mestieri di suo padre.[20]

### Termini legali scozzesi
Termini legali scozzese trovati nella Regiam Majestatem includono:
- Amerciamentum – usato per indicare una multa per assenza.[21]
- Arreragium – usato per indicare gli arretrati di affitti, profitti e dazi.[22]
- Attachiamentum – usato per indicare una carica o gli obblighi di una persona, nel senso che egli può essere costretto a comparire per rispondere in giudizio. Significa anche un allegato di beni o altre cose per effetto di sequestro o altro provvedimento.[23][24]
- Breve de nova dissasina – il breve o la citazione di espulsione o di spoliazione (confisca), (cioè, riguardanti il furto o rapina). Il Breve de recto, o Breve di diritto, era usato originariamente prima del "Lord Justice General", e furono trasferiti al "Lords of Council and Session" presso la "Privy Council of Scotland" sin dal periodo della Regiam Majestatem.[25]
- Clarificatio – definito come la liquidazione disposta dal verdetto di una corte.[26]
- Medico legale, o Crouner – John Skene afferma che la parola esiste nel Regiam Majestatem, ma ciò è considerato un suo errore.[27]
- Deodand – un termine nel diritto inglese, riferente alla confisca di beni mobili che sono stati la causa immediata della morte di una persona, per essere dedicata a usi pii (la parola significa letteralmente 'dedicato o dedicato a Dio'). In Scozia, una giuria attribuisce il valore della proprietà mobili, che agisce come una sanzione se il proprietario è giudicato responsabile. Nel Regiam Majestatem Skene afferma che una simile perdita per confisca era prevista nelle antiche leggi scozzesi.[28]
- Quia Emptores (perché gli acquirenti) – identico ad uno Statuto inglese del 1290, e il Regiam Majestatem contiene una trascrizione letterale di tale statuto.[29] Lo statuto inglese ha le sue origini nel Tractatus, nonché nei documenti successivi.[30]

### Origine alternativa
Non è noto se il Regiam Majestatem sia entrato immediatamente in vigore, o se fosse stato destinato per essere messo in atto in una data successiva. Qualunque sia il caso, non ha importanza perché la Scozia ha subito una Seconda guerra d'indipendenza scozzese (1332 – 1371), quando fu invasa da Edoardo III d'Inghilterra, il suo re Davide II fu catturato dagli inglesi e nella devastazione che ne seguì il Regiam Majestatem si perse, per essere riscoperto solo nel secolo successivo. Quando trovato, esso fu salutato come un'antica reliquia scozzese che era sopravvissuta in qualche modo alle confische di Edoardo I e le depredazioni e devastazioni causate dalle due invasioni.
C'era poca documentazione rimanente da quel periodo tumultuoso per offrire sia la prova che la prova negativa delle origini della Regiam Majestatem. Di conseguenza, e non senza sciovinismo, alcuni scozzesi hanno insistito su una origine nativa per il Regiam Majestatem, offrendolo come un altro prodotto del dinamico Re Davide I (regnante dal 1124-1153). Questa asserzione persistette bene fino al XIX secolo, anche se la ricerca scientifica aveva reso la contesa insostenibile già nel XVIII secolo, come da note degli statuti del documento che non poteva precedere il tredicesimo e il quattordicesimo secolo.